# Utopioniscus kuehni
Utopioniscus kuehni är en kräftdjursart som beskrevs av Helmut Schmalfuss 2005A. Utopioniscus kuehni ingår i släktet Utopioniscus och familjen Trichoniscidae. Inga underarter finns listade i Catalogue of Life.